# داوود اردلان تبریزی
داوود واثقی تبریزی (زادهٔ ۲۴ اسفند ۱۳۳۵) که با نام هنری داوود اردلان شناخته می‌شود، موسیقی‌دان، آهنگ‌ساز، تنظیم‌کننده و سازندهٔ موسیقی فیلم ایرانی ساکن استرالیا است.
وی برادرزادهٔ حسین واثقی و اسماعیل واثقی است. او همکاری با هنرمندان برجستهٔ موسیقی پاپ ایران چون ابی، داریوش، شاهرخ، مرتضی، ستار، عارف، حمیرا، رامش، مهستی، معین، مارتیک و... را در کارنامهٔ خود دارد.

## زندگی
داوود اردلان تبریزی در ۲۴ اسفند ۱۳۳۵ در تبریز متولد شد. وی کودکی خود را در تبریز سپری و سپس به تهران کوچ کرد و در سن ۱۱ سالگی با کمک عمویش اسماعیل واثقی، وارد هنرستان عالی موسیقی ملی شد. در آنجا کمانچه را نزد کامران داروغه و ویولن را نزد رحمت‌الله بدیعی فرا گرفت. فرهاد فخرالدینی، حسین تهرانی و کامبیز روشن‌روان از دیگر استادان وی در یادگیری این حرفه بودند. وی پس از هنرستان، به تحصیل در رشتهٔ آهنگسازی در دانشگاه تهران پرداخت. 
او نخستین ملودی خود را در سن ۱۷ سالگی ساخت که با نام «غبار» با شعری از مسعود هوشمند و صدای شاهرخ اجرا شد. «واسه من گریه نکن» با صدای مرتضی، «جنوبی» با صدای فرزین، «ساقی» با صدای مازیار و «نجات» با صدای داریوش از جمله اولین ساخته‌های وی بودند که در پیش از انقلاب منتشر شد.
اردلان در سال ۱۳۵۸ (۱۹۸۰) به استرالیا مهاجرت کرد و پس از آشنایی با چندین آهنگساز و رهبر ارکستر، اولین کنسرتوی کمانچه و تنبک را به‌همراهی ارکستر سمفونیک استرالیا نوشت. سپس به دپارتمان موسیقی دانشگاه سیدنی دعوت شد و به تدریس سازهای ایرانی و ریتم‌های موسیقی شرقی پرداخت. داوود اردلان ساخت موسیقی فیلم را در سال ۱۹۸۳ با فیلم «گروگان» ساختهٔ فرانک شیلدز آغاز کرد. سپس با ساخت موسیقی بر روی پنج مستند و سیزده فیلم کوتاه و بلند سینمایی، فعالیت خود را در این عرصه ادامه‌ داد تا جایی که در سال ۱۹۹۷، موفق به دریافت جایزهٔ معتبر فستیوال فیلم تایوان و همچنین جایزهٔ پاسیفیک اوشن شد.   
وی در سال ۱۳۶۹ (۱۹۹۰)، ترانهٔ «زمین‌لرزه» را آهنگسازی و تنظیم کرد که به هفت زبان زندهٔ دنیا اجرا گردید و اجرای فارسی آن با صدای ابی، ستار و لیلا فروهر منتشر شد. وی پس از انتشار این اثر، به‌مدت ده سال ساکن لس آنجلس شد و به آهنگسازی و تنظیم برای خوانندگان ایرانی پرداخت. از فعالیت‌های او در این دوره می‌توان به ترانه‌های «چکامهٔ سفرهٔ سین» با صدای داریوش، «سرشار از عشق» با صدای مارتیک و «فردا» با صدای معین اشاره کرد.   

## آثار

### موسیقی فیلم
- شیر خفته
- گروگان (۱۹۸۳)

### آهنگسازی و تنظیم برای دیگران[۵]
| خواننده                | نام ترانه             | ترانه‌سرا          | آهنگساز            | تنظیم‌‌کننده      |
| ---------------------- | --------------------- | ----------------- | ------------------ | --------------- |
| ابی، ستار و لیلا فروهر | زمین‌لرزه              | بهرام رسول‌زادگان  | داوود اردلان       | داوود اردلان    |
| داریوش                 | فاجعه                 | ایرج جنتی عطایی   | داریوش             | داوود اردلان    |
| داریوش                 | نجات                  | اردلان سرفراز     | جمشید زندی         | داوود اردلان    |
| داریوش                 | چکامهٔ سفرهٔ سین        | زویا زاکاریان     | داوود اردلان       | داوود اردلان    |
| داریوش                 | بیگانه در ایران است   | معینی کرمانشاهی   | داوود اردلان       | داوود اردلان    |
| شاهرخ                  | غبار                  | مسعود هوشمند      | داوود اردلان       | اریک            |
| شاهرخ                  | گوش بده               | شهرام وفایی       | شاهرخ              | داوود اردلان    |
| شاهرخ                  | یادنامه               | شهرام وفایی       | شاهرخ              | داوود اردلان    |
| شاهرخ                  | شب‌شکن                 | شهرام وفایی       | شاهرخ              | داوود اردلان    |
| شاهرخ                  | چایی چایی             | هما میرافشار      | ملودی بلوچی، شاهرخ | داوود اردلان    |
| مرتضی                  | واسه من گریه نکن      | ایرج جنتی عطایی   | داوود اردلان       | داوود اردلان    |
| مرتضی                  | واسه من گریه نکن      | ایرج جنتی عطایی   | داوود اردلان       | پرویز رحمان‌پناه |
| مرتضی                  | رفیق                  | داوود زندی        | داوود اردلان       | داوود اردلان    |
| مازیار                 | ساقی                  | شیون فومنی        | داوود اردلان       | داوود اردلان    |
| عارف                   | امینه                 | مینا جلالی        | داوود اردلان       | داوود اردلان    |
| عارف                   | آی عاشقا              | لیلا کسری         | حسین واثقی         | داوود اردلان    |
| عارف                   | درد دلم رو بشنو       | ایرج رزمجو        | حسن شماعی‌زاده      | داوود اردلان    |
| رامش                   | شرم بوسه              | مسعود هوشمند      | پرویز مقصدی        | داوود اردلان    |
| ستار                   | خواستگاری             | حسین واثقی        | حسین واثقی         | داوود اردلان    |
| ستار                   | رقیب                  | حسین واثقی        | حسین واثقی         | داوود اردلان    |
| حمیرا                  | شبِ عاشق               | روح‌انگیز بنیادلو  | تورج شعبان‌خانی     | داوود اردلان    |
| حمیرا                  | دل سپرده              | مسعود فردمنش      | مسعود فردمنش       | داوود اردلان    |
| مهستی                  | گله دارم              | امیر کعبه‌ای       | حسین واثقی         | داوود اردلان    |
| معین                   | فردا                  | مسعود فردمنش      | سیاوش قمیشی        | داوود اردلان    |
| مارتیک                 | سرشار از عشق          | زویا زاکاریان     | داوود اردلان       | تیگران ساکیان   |
| شهره                   | برایِ تو               | حسن لرنی          | داوود اردلان       | داوود اردلان    |
| شهرام صولتی            | خسته                  | حسن لرنی          | داوود اردلان       | داوود اردلان    |
| شهرام صولتی            | مگه میشه              | بیژن سمندر        | حسین واثقی         | داوود اردلان    |
| فریدون فرخزاد          | پیام                  | آرش سزاوار        | آرش سزاوار         | داوود اردلان    |
| نلی                    | پیام                  | آرش سزاوار        | آرش سزاوار         | داوود اردلان    |
| فتانه                  | عروسی                 | حسین واثقی        | حسین واثقی         | داوود اردلان    |
| کوروس                  | بی‌تو                  | مسعود فردمنش      | مسعود فردمنش       | داوود اردلان    |
| هاتف                   | کودکی‌ها               | هاتف              | هاتف               | داوود اردلان    |
| هاتف                   | به علی گفت مادرش روزی | فروغ فرخزاد       | هاتف               | داوود اردلان    |
| جهان قشقایی            | طلوع فردا             | ایرج طاهری        | ایرج طاهری         | داوود اردلان    |
| جهان قشقایی            | نازلی                 | احمد شاملو        | کامیار             | داوود اردلان    |
| جهان قشقایی            | صیاد                  | محلی              | محلی               | داوود اردلان    |
| شیفته                  | قسمت                  | هما میرافشار      | داوود اردلان       | داوود اردلان    |
| بهار                   | خواجه                 | زویا زاکاریان     | داوود اردلان       | داوود اردلان    |
| پیام                   | بگو کجا رفته بودی     | همایون هوشیارنژاد | حسن شماعی‌زاده      | داوود اردلان    |